# Akiko Morigami
Akiko Morigami es una extenista profesional nacida el 12 de enero de 1980 en Osaka (Japón).
La tenista japonesa ha ganado varios títulos del circuito challenger y del circuito profesional WTA tanto en individuales como en dobles. Se retiró en 2009 después de perder contra Samantha Stosur en el Abierto de Japón 2009.

## Títulos (2; 1+1)

### Individuales (1)
| Leyenda                    |
| Grand Slam (0)             |
| WTA Tour Championships (0) |
| Tier I (0)                 |
| WTA Tour (1)               |

| N.º | Fecha              | Torneo | Superficie    | Oponente en la final | Resultado |
| --- | ------------------ | ------ | ------------- | -------------------- | --------- |
| 1.  | 19 de mayo de 2007 | Praga  | Tierra batida | Marion Bartoli       | 6-1 6-3   |

### Finalista en individuales (2)
- 2005: Cincinnati (pierde ante Patty Schnyder).
- 2007: Cincinnati (pierde ante Anna Chakvetadze).

### Clasificación en torneos del Grand Slam
| Torneo                 | 2008 | 2007 | 2006 | 2005 | 2004 | 2003 | Títulos |
| ---------------------- | ---- | ---- | ---- | ---- | ---- | ---- | ------- |
| Australian Open        | 2r   | 2r   | 1r   | 1r   | 2r   | 2r   | 0       |
| Roland Garros          | 1r   | 1r   | 2r   | 3r   | 1r   | 1r   | 0       |
| Wimbledon              |      | 3r   | 2r   | 1r   | 1r   | 3r   | 0       |
| US Open                |      | 1r   | 1r   | 1r   | 2r   | 1r   | 0       |
| WTA Tour Championships |      | -    | -    | -    | -    | -    | 0       |

### Dobles (1)
| Leyenda                    |
| Grand Slam (0)             |
| WTA Tour Championships (0) |
| Tier I (0)                 |
| WTA Tour (1)               |

| N.º | Fecha                 | Torneo  | Superficie | Pareja      | Oponentes en la final         | Resultado |
| --- | --------------------- | ------- | ---------- | ----------- | ----------------------------- | --------- |
| 1.  | 28 de febrero de 2003 | Memphis | Dura       | Saori Obata | Alina Jidkova Bryanne Stewart | 6-1 6-1   |

### Finalista en dobles (1)
- 2007: Memphis (junto a Jarmila Gajdošová pierden ante Nicole Pratt y Bryanne Stewart).